# 폴 처칠랜드
폴 몽고메리 처치랜드(Paul Montgomery Churchland, 1942년 10월 21일 ~ )는 신경철학 연구와 정신철학 연구로 유명한 캐나다의 철학자다. 그는 철학자 패트리샤 처칠랜드의 남편이다. 그의 작품은 인식론과 과학의 철학에 대한 관심, 그리고 정신철학과 신경철학과 인공지능에 대한 구체적인 주요 관심사를 가진 서양철학의 분석철학 학파에 있다. 그의 작품은 W. V. O. 콰인, 토머스 쿤, 노우드 러셀 핸슨, 윌프리드 셀러스, 파울 파이어아벤트에 영향을 받은 것으로 묘사되어 왔다. 그의 아내와 함께 처칠랜드의 사상은 제거적 유물론과 연관되어 있다.

## 같이 보기
- 미국 철학